# Billy Dean
William Henry „Billy” Dean (ur. 6 lutego 1887 w Manchesterze, zm. 2 maja 1949 w Withington) – brytyjski piłkarz wodny, mistrz olimpijski.
Na igrzyskach olimpijskich w 1920 w Antwerpii zdobył złoty medal w piłce wodnej.